# Malayu
VIIe siècle – XIVe siècle
Malayu, ou Melayu, est le nom d'un ancien royaume de la côte est de l'île de Sumatra en Indonésie. Son territoire correspondait en gros à l'actuelle province de Jambi.
Les premières mentions connues de Malayu sont chinoises. Selon le moine chinois Yijing, qui visita la région, Malayu (末羅瑜國) était un royaume indépendant lorsqu'il se rend pour la première fois à Sriwijaya en 671 apr. J.-C. Quand il y passe une seconde fois en 689, Malayu est devenu un vassal de Sriwijaya.
Les annales de la dynastie des Tang (618-907) rapportent qu'au cours du VIIe siècle, Malayu envoie des ambassades à la cour des empereurs de Chine. D'autres annales chinoises notent qu'au cours du IXe siècle, puis entre 1079 et 1088, aussi bien Malayu que Sriwijaya envoient des ambassades en Chine.
Marco Polo parle de "Malauir" pour désigner une région dans le sud de la péninsule Malaise.
Une expédition en 1275 par le roi Kertanegara de Singasari (règne 1254-1292) dans l'est de Java contre le royaume de "Malayu", c'est-à-dire Jambi, est mentionnée dans le Nagarakertagama, un poème épique écrit en 1365 sous le règne du roi Hayam Wuruk (1350-89) de Majapahit. Malayu entretenant de bonnes relations avec la Chine de Kubilai Khan, cette attaque jettera de l'ombre sur les relations entre la Chine et Java.

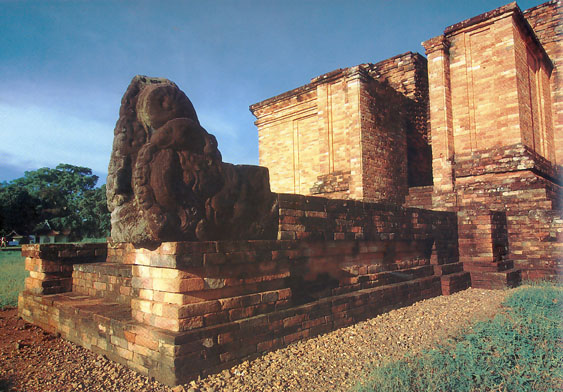
Le Candi Gumpung à Muaro Jambi

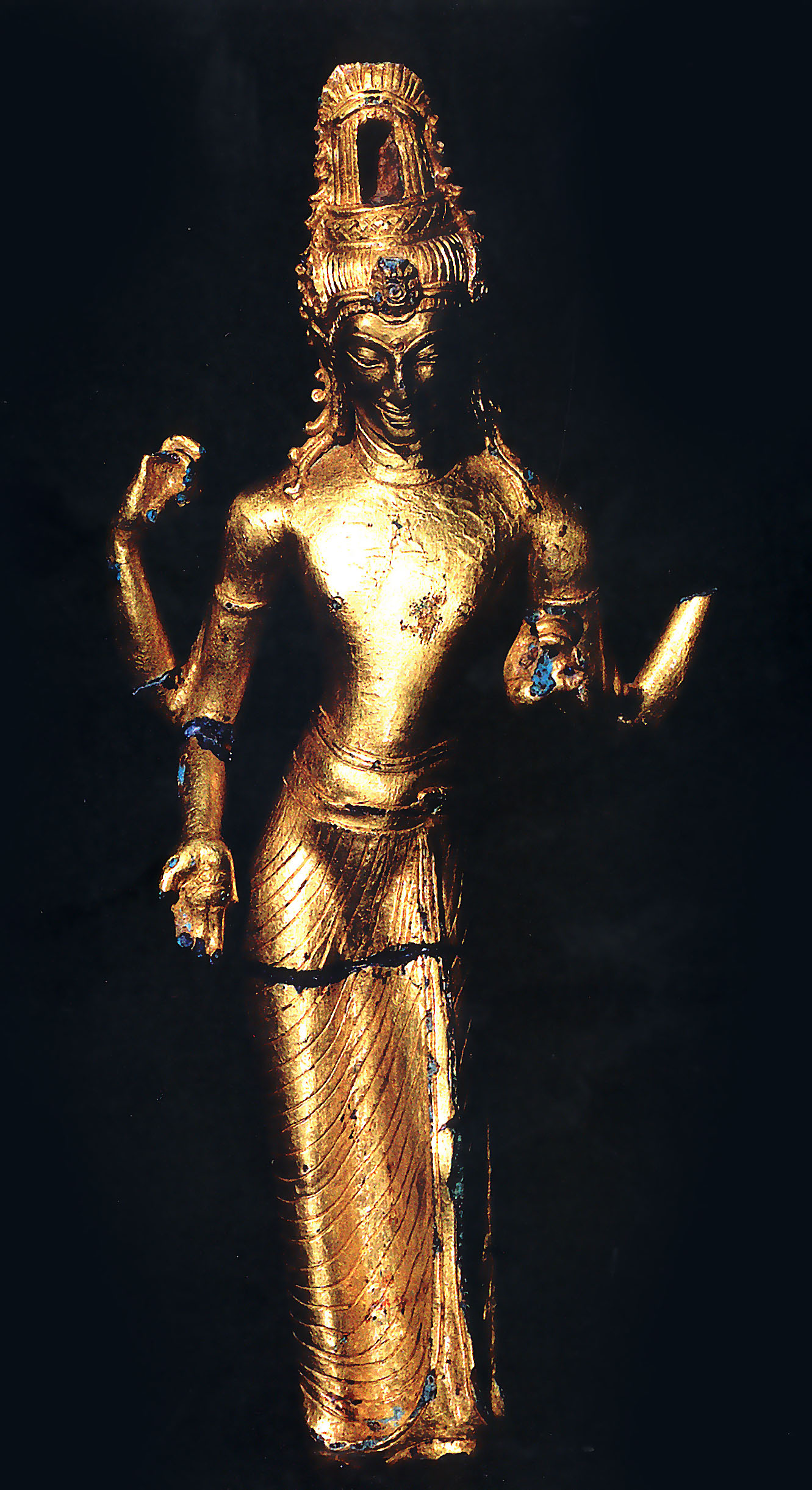
Statue de bronze représentant Avalokiteśvara, trouvée dans le village de Muara Bulian, sur le fleuve Batang Hari

Une statue du bodhisattva Amoghapasa Lokesvara trouvée dans le village de Sungai Langsat, en amont sur le fleuve Batang Hari, dans la province voisine de Sumatra occidental, porte une inscription datée de 1208 de l'ère Saka (c'est-à-dire 1286 apr. J.-C.) qui déclare que cette statue est un présent de Kertanegara au "peuple de Malayu et son roi", dont il est suzerain. Sungai Langsat est l'emplacement du royaume de Dharmasraya, qui a existé aux XIIIe et XIVe siècles.
Malayu entretenait des relations privilégiées avec la Chine. Sous la dynastie mongole des Yuan (1271-1368) puis celle des Ming (1368-1644), différents textes mentionnent un peuple des mers du sud dont le nom s'écrit :
- 木剌由 : Bok-la-yu ou Mok-la-yu
- 麻里予兒 : Ma-li-yu-er
- 巫来由 : Wu-lai-yu
- 無来由 : Wu-lai-yu

La Sejarah Melayu, une chronique vraisemblablement écrite au XVIe siècle, dit : "Voici maintenant l'histoire d'une ville nommée Palembang dans le pays d'Andelas (Sumatra). Elle était dirigée par Demang Lebar Daun, un descendant de Raja Shulan, et son fleuve était le Muara Tatang. Dans la partie supérieure du Muara Tatang il y avait une rivière appelée Melayu, et sur cette rivière il y avait une colline appelée Si Guntang Mahameru'...".
Au XVIIe siècle, la région est connue sous le nom de "Jambi". Désormais, "Malayu" ou "Melayu" désigne une langue et les populations qui la parlent. En anglais, le nom prend la forme de "Malay", qui francisé, devient "Malais".
1. ↑  Buddhist Monks Pilgrimage of Tang Dynasty
2. ↑  Page 165. Early Kingdoms of the Indonesian Archipelago and the Malay Peninsula. Paul Michel Munoz